# عملیات اورانوس
عملیات اورانوس (به روسی: Опера́ция Ура́н) عملیاتی نظامی بود که درطی جنگ جهانی دوم توسط ارتش سرخ در ناحیه استالینگراد علیه نیروهای محور انجام شد. در ۱۹ نوامبر سال ۱۹۴۲ ارتش سرخ یک ضد حمله گسترده با هدف محاصره کردن ارتش ششم ورماخت طرح و اجرا کرد. این عملیات به نبرد پنج‌ماهه استالینگراد خاتمه داد.

## شرایط و پیش زمینه‌های نبرد
نبرد فرسایشی جبهه شرق، طولانی شدن خط لجستیکی، فرا رسیدن زمستان و تاخت و تاز همه‌جانبه قوای متفقین به قوای محور، همه و همه دست به دست هم شرایط را برای قوای محور و خصوصاً جبهه شرق وخیم کرده بودند. در مارس ۱۹۴۲ کلیه عملیات‌ها در داخل خاک شوروی به تدریج متوقف شد. علت آن گل آلود بودن زمین در بهار بود. تا ماه مه کار چندانی از هیچ‌یک از طرفین ساخته نبود. آنها از این فرصت برای رفع کاستی‌ها استفاده کردند. استالین تصمیم گرفت شمار سربازان ارتش سرخ را تا نه میلیون نفر افزایش دهد. آلمانی‌ها برای جایگزینی ۹۰۰٬۰۰۰ نفری که در ۱۹۴۱ از دست داده بودند، دست نیاز به سوی ضعیف‌ترین نیروهای موجود دراز کردند. وابستگی قوای آلمان به نیروهای مجار، رومانیایی و ایتالیایی بیش از پیش افزایش میافت. همچنین تصمیم آلمانی‌ها برای انتقال قوای زرهی و مکانیزه به جبهه غرب اوضاع را بدتر نیز کرد. با وجود شرایط فوق، هیتلر برنامه خود را برای اجرای عملیات مورد آبی اعلام کرد. قوای آلمان با انجام سلسله نبردهایی موفقیت‌آمیز، شبه جزیره کریمه را به اشغال به خود درآورد و ارتش سرخ را تا پشت رود ولگا به عقب راند و خسارات و تلفات سنگینی به ارتش سرخ وارد کرد. در ۹ اوت، نخستین دکل‌های حفاری نفت مایکوپ در دیدرس قوای آلمان قرار گرفت و پس از مدتی بدست قوای محور افتاد، اما روس‌ها چنان آسیبی به چاه‌های نفت زدند که نفعی به آلمانی‌ها نرساند. درحالی که تانک‌های آلمانی تا پای تپه‌های قفقاز پیش آمده بودند، کمبود تدارکات مانع از پیشروی بیشتر آنها شد. به دنباله آن ارتش ششم نیز که با مشکلات تدارکاتی دست به گریبان بود. به طرف استالینگراد پیشروی کرد. در ۲۱ اوت، پائولوس ارتش سرخ را در غرب دن تار و مار کرد و دو روز بعد به ولگا در شمال استالینگراد رسید.

## شرایط قوای محور در استالینگراد
محاصره شهری نظیر استالینگراد - به طول حدود ۳۲ کیلومتر در کرانه غربی رود ولگا (که پهنای آن در این نقطه به ۱/۶ کیلومتر می‌رسید) - کار ساده ای نبود. از همین رو اشغال آن فقط از حمله مستقیم امکان‌پذیر بود. محاصره استالینگراد مجموعاً ۵ ماه و ۱ هفته و ۳ روز به درازا انجامید. هسته اصلی استالینگراد متشکل از سربازان آلمانی و لایه بیرونی آن متشکل از قوای سایر کشورهای عضو قوای محور (رومانیایی‌ها، مجارها، ایتالیایی‌ها) بود. که از امکانات و تجهیزات مناسب بی بهره بودند. وظیفه آنها پشتیبانی از قوای پائولوس بود. ارتش سرخ با اطلاع دقیق از نقطه ضعف آلمان دو عملیات طراحی کردند:یکی عملیات اورانوس و دیگری عملیات مریخ.

## آغار عملیات

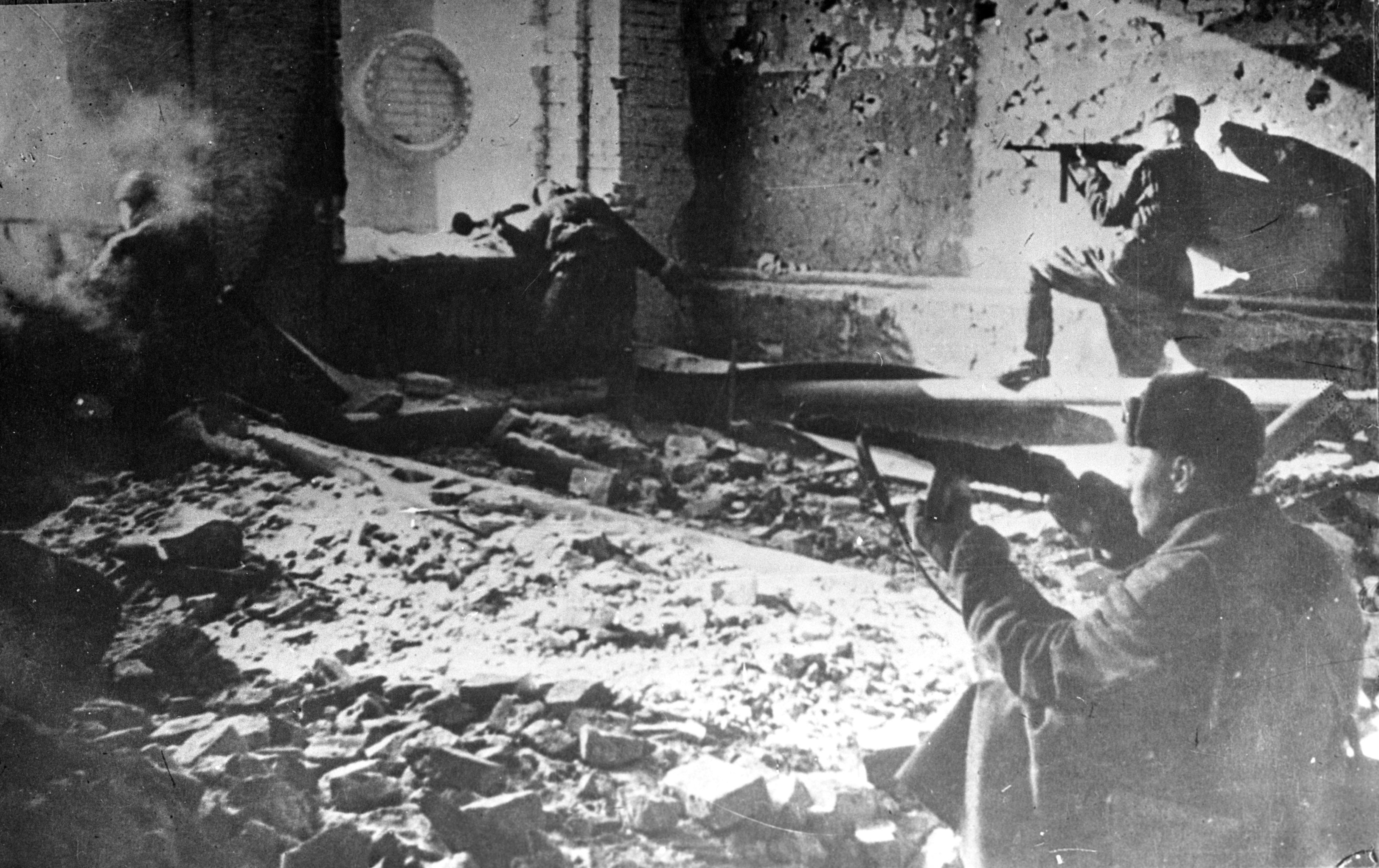
مرتبط است

بیش از ۳۵۰۰ توپ ارتش سرخ مواضع رومانی را در استالینگراد به آتش گرفتند. تا ظهر نیروهای ارتش سرخ از خطوط دفاعی قوای رومانی عبور کردند و تا پیش از پایان روز حدود ۸۰ کیلومتر پیش رفتند. روز بعد نیروهای ارتش سرخ، قوای رومانی را در جنوب شهر در هم کوبیدند. نبرد استالینگراد چنان ارتش ششم را تحلیل برده بود که حتی اگر عقب می‌نشست نیز توانی برای مبارزه سنگین در خارج از شهر نداشت. با همه این تفاصیل، ژنرال زایتسلر، که در مقام رئیس ستاد جانشین هالدر شده بود، در حین جربحث با هیتلر به وی گفت که اجازه عقب‌نشینی ارتش ششم را صادر نماید. هیتلر به اعتبار وعده‌های گورینگ که لوفت وافه از پس تأمین روزانه ۵۰۰ تن تدارکات درخواستی پائولوس بر می‌آید، بر سر حرف خود باقی ماند. در ۲۳ نوامبر، ارتش سرخ با حملات گازانبری خود لشکر ششم را در حلقه محاصره گرفتار کرد و ۲۲۰٬۰۰۰ آلمانی را در استالینگراد به دام انداخت. چندی بعد مشخص شد که لوفت وافه نظر به وظیفه دشوار پشتیبانی از نیروی‌های رومل در آفریقا، فاقد هواپیمای کافی برای امداد رسانی مؤثر بوده. لوفت وافه، به رغم تهور قهرمانه مردانش، روزانه فقط ۱۰۵ تن تدارکات حمل می‌کرد. چشم امید پائولوس برای نجات از مخمصه به مانشتاین دوخته شده بود که وظیفه پازپسگیری استالینگراد را بر عهده داشت.

### عملیات بازپسگیری استالینگراد توسط قوای محور
در ۱۲ دسامبر نیروی امدادی مانشتاین وارد عمل شد. دو روز اول خوب پیش رفت. پنزر‌های پیشتاز با در هم شکستن خطوط دفاعی ارتش سرخ به ۵۶ کیلومتری استالینگراد رسیدند. مانشتاین از هیتلر و پائولوس خواست دستور عقب‌نشینی ارتش ششم صادر شود تا نیروی‌های آن به قوای او بپیوندند. هیتلر زیر بار نرفت. نمیتوان گفت که آیا اصلاً نیروهای پائولوس امکان عقب‌نشینی از خرابه‌های شهر را داشتند یا خیر.

### عملیاتزحل کوچک
در ۱۶ دسامبر، ارتش سرخ پس از شروع عملیات زحل کوچک، قوای ایتالیایی و رومانیایی را در امتداد رود دن، در شمال غربی استالینگراد، قلع و قمع کردند. چنین شد که مانشتاین از تلاش برای رسیدن به شهر دست برداشت. ضمن اینکه پیشروی ارتش سرخ، خطری برای قطع ارتباط گروه ارتش آ محسوب می‌شد که هنوز در باتلاق قفقاز دست و پا می‌زد. هیتلر با بی میلی دستور عقب‌نشینی قوای قفقاز را صادر کرد. این وقایع سرنوشت استالینگراد را رقم زد. در ۲۲ دسامبر ارتش سرخ آخرین پایگاه هوایی آلمان در استالینگراد را تصرف و پس گرفتند. در این وضعیت، تنها راه ارسال تدارکات به ارتش ششم، استفاده از چتر نجات بود. ارتش پائولوس کماکان با سرسختی به مقاومت ادامه می‌داد. در ۷ ژانویه، شوروی فرستادگان خود را به داخل شهر اعزام کرد تا به پائولوس پیشنهاد تسلیم دهند. فرماندهی عالی آلمان، ضمن مخالفت با این پیشنهاد، اصرار داشت که ارتش ششم تا آخرین نفس مقاومت کند تا بدین ترتیب استالین نیروی‌های خود را از ولگا به میادین نبرد غرب اعزام نکند. سه روز بعد، ارتش سرخ در تهاجمی گسترده استالینگراد را با ۷٬۰۰۰ توپ آماج حملات خود قرار داد. در طول تاریخ هرگز این تعداد توپ در یک مکان متمرکز نشده بوده‌است. در ژانویه، ارتش سرخ ۹۱۱٬۰۰۰ گلوله توپ، ۹۹۰٬۰۰۰ گلوله خمپاره و ۲٬۴۰۰٬۰۰۰ گلوله تفنگ و مسلسل شلیک کردند که خود تا حدودی بیانگر خشونت بی حد و حصر این نبرد است. در ۲۴ ژانویه لشکر ششم با توجه به کمبود ذخایر سوختی و مهمات دو پاره شد. پائولوس خواستار تسلیم بود. اما هیتلر این بار نیر کنار نیامد. در عوض به امید پایداری پائولوس او را به مقام فیلد مارشالی ارتقا داد. تا آن زمان هیچ فیلد مارشالی تسلیم دشمن نشده بود. در ۳۲ ژانویه پائولوس سنت شکنی کرد. او و نیروهای مستفر در جنوب اسلحه بر زمین گذاشتند. دو روز بعد نیروی‌ها تحت امر او در شمال نیز چنین کردند. هیتلر در نبرد استالینگراد متحمل شکستی سنگین شد. این گونه بود که افسانه شکست ناپذیری ورماخت به پایان رسید.

## واکنش‌ها و نتیجه
دکتر یوزف گوبلز، ویز تبلیغات هیتلر، همه تلاش‌های خود را برای انحراف افکار بکار بست. او سه روز عزای عمومی اعلام کرد و وعده داد که «نبردی تمام عیار» در راه خواهد بود.
درواقع امر، چه بسا اهمیت استالینگراد را بیش از حد جلوه داده بودند. این شکست، نه تنها نقطه عطفی در نبرد نبود، حتی فاجعه ای مطلق به‌شمار نمی‌آمد. ارتش سرخ ۵۰۰٬۰۰۰ کشته دادکه بیش از تلفات آلمان بود. وانگهی، نابودی ارتش ششم نیز به کل خالی از فایده نبود. مقاومت طولانی مدت آنها، به لشکر گروه آ مجال عقب‌نشینی از قفقاز را داد.